# Abasand
Abasand és un barri residencial de Fort McMurray, Alberta. Les seves cases van estar afectades per l'Incendi forestal de Fort McMurray.
Durant l'Incendi forestal de Fort McMurray, Waterways va estar afectada de forma crítica. Segons informes de danys de l'Incendi forestal de Fort McMurray -a 4 de maig de 2016-, el 50% de les cases d'Abasand s'havien perdut amb l'incendi.